# 小行星15513
小行星15513（15513 Emmermann）是一颗绕太阳运转的小行星，为主小行星带小行星。该小行星于1999年10月29日发现。

## 轨道参数
小行星15513的轨道半长轴为2.2813749 UA，离心率为0.081。